# Карих, Николай Васильевич
Николай Васильевич Карих (1928—2003) — советский и российский инженер-физик, специалист в области разработки и испытания ядерного вооружения; лауреат Ленинской премии (1989) и Государственной премии СССР (1971).

## Биография
Родился 9 января 1928 года в селе Толки Рязанской области.
С 1949 года работал в системе атомной промышленности СССР. С 1949 года после окончания Лобненского индустриального техникума направлен в закрытый город Арзамас-16, где работал лаборантом, техником и старшим техником КБ-11.
С 1955 года направлен в закрытый город Челябинск-70, где работал инженером, с 1957 года после окончания МИФИ — старшим инженером, с 1959 года — руководителем группы, с 1961 года — начальником отдела, с 1965 года — заместителем начальника Сектора № 9 по научной работе, с 1967 года — начальником Сектора № 9 — заместителем главного конструктора по внешним связям, с 1972 года — первым заместителем главного конструктора ВНИИТФ. 
Был специалистом в области разработки контрольно-измерительной аппаратуры и экспериментальной отработки специальных изделий на полигонах Министерства обороны СССР. Как первый заместитель главного конструктора Н. В. Карих внёс значительный вклад в создание ядерных боеприпасов.
С 1969 года избирался депутатом городского Совета депутатов трудящихся  города Челябинск-70.
С 1997 года — на пенсии. Умер 9 ноября 2003 года в Снежинске.

## Награды
Источники:

### Ордена
- Два Ордена Ленина  (1969, 1983)
- Орден Октябрьской революции  (1976)

### Премии
- Ленинская премия (1989)
- Государственная премия СССР (1971)